# El Carmelo
El Carmelo (en catalán y oficialmente El Carmel) es un barrio del distrito de Horta-Guinardó de Barcelona, situado en la parte alta de la ciudad. Se extiende por la colina del mismo nombre, perteneciente a las estribaciones de la sierra de Collserola, con una orografía accidentada con numerosos desniveles, lo que provoca fuertes pendientes en numerosas calles del barrio.
Antiguamente estaba dividido entre cuatro poblaciones: Gracia, San Juan de Horta, San Martín de Provensals y San Andrés de Palomar. Entre finales del siglo XIX y principios del XX fue un lugar de segundas residencias para la burguesía de la entonces villa de Gracia. Hasta los años 1920 tuvo un carácter marcadamente rural, con numerosos huertos y zonas verdes, hecho que empezó a cambiar con la llegada de una creciente inmigración del resto de España. Entonces, las viviendas unifamiliares dejaron paso a las barracas, mientras que a partir de los años 1960 empezaron a construirse grandes bloques de viviendas dentro del boom inmobiliario de la época, que acabaron por transformar la fisonomía del barrio.
El Carmelo delimita con los barrios de La Teixonera, La Clota, Horta, Font d'en Fargas y Can Baró del distrito de Horta-Guinardó, así como con los de El Coll y La Salud del distrito de Gracia.

## Geografía

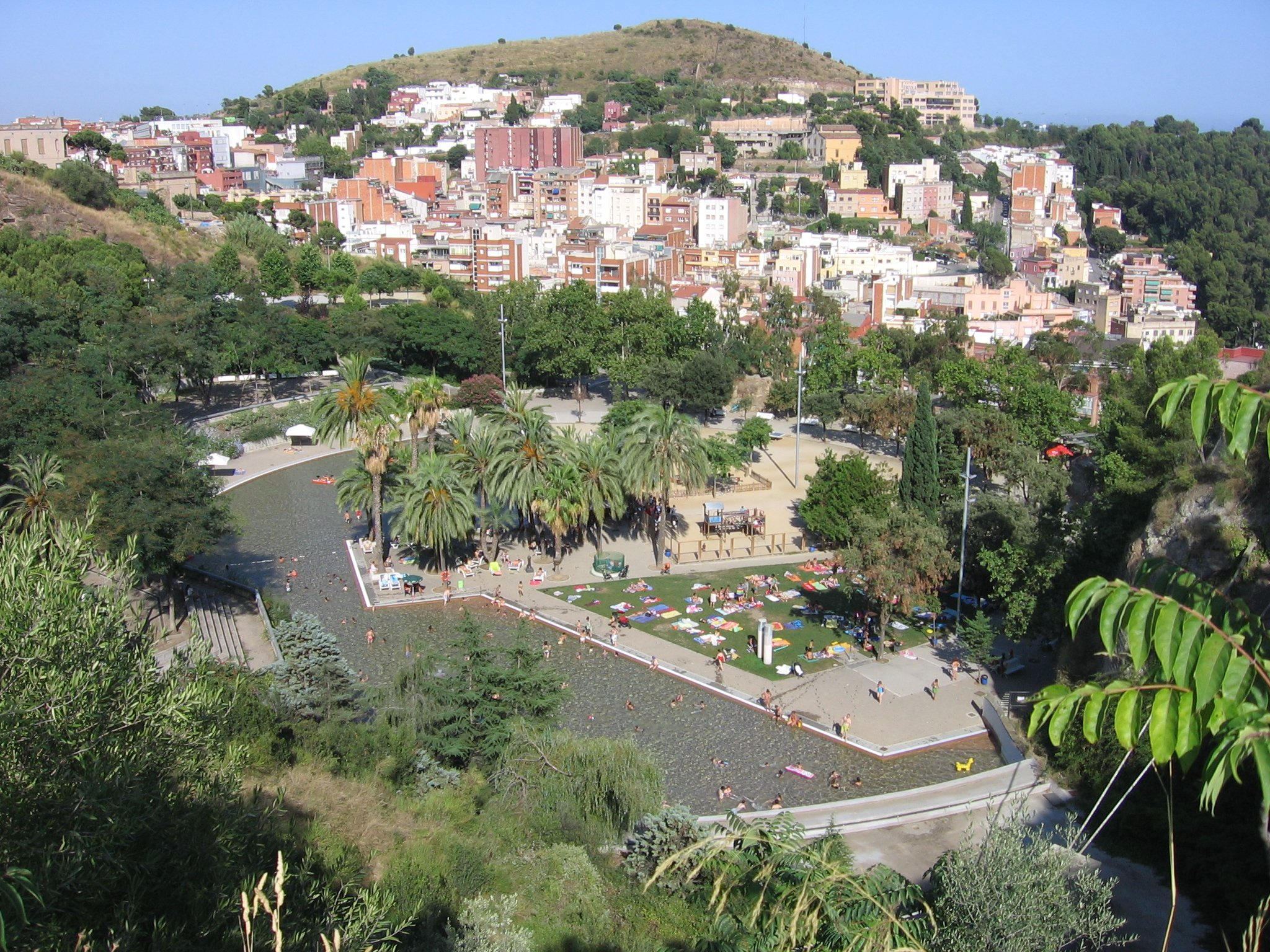
El monte Carmelo (al fondo) visto desde el parque de la Creueta del Coll.

El barrio de El Carmelo se encuentra delimitado por tres colinas pertenecientes a la sierra de Collserola (cordillera Litoral): la del Carmelo (265,6 m s. n. m.), la de la Creueta del Coll (249 m s. n. m.) y el Turó de la Rovira (261 m s. n. m.). Estas colinas están separadas de la sierra de Collserola por una falla, y en un futuro está prevista la creación de una zona verde conjunta denominada parque de los Tres Cerros. El monte Carmelo era antiguamente conocido como Turó d'en Móra, recibiendo su nombre actual del Santuario de Nuestra Señora del Monte Carmelo, construido en una de sus laderas en el siglo XIX. También es conocido como La Muntanya Pelada (La Montaña Pelada), por carecer de vegetación en su cima. En su ladera suroeste se sitúa el famoso Parque Güell, diseñado por el celebérrimo arquitecto Antoni Gaudí, perteneciente a efectos administrativos, sin embargo, al distrito de Gracia; en su parte norte se halla el parque del Carmelo.
Geológicamente, El Carmelo está formado principalmente por rocas metamórficas (esquistos y pizarras) de la era primaria (paleozoico), sobre un subsuelo granítico producto de una intrusión de magma durante la orogenia hercínica hace 300 millones de años. El aumento de presión y temperatura causado por este magma caliente alteró las rocas de alrededor —lo que se conoce como metamorfismo de contacto—, formando una aureola metamórfica que llega a unos dos kilómetros de ancho en muchos lugares. Así se pueden observar de manera discontinua afloramientos graníticos, seguidos más arriba de la serie de rocas metamorfoseadas: en la aureola interna corneanas —en contacto con el granito— y micacitas, y en la aureola externa filitas, que pasan gradualmente a las pizarras menos metamorfoseadas del resto de la sierra.
Su clima es mediterráneo, bastante estable en toda la región (14,4 °C de temperatura media anual y 619 mm anuales de precipitaciones). Su principal característica son los veranos secos y calurosos, con inviernos igualmente secos y templados, con una pluviometría muy irregular, con lluvias acumuladas principalmente en primavera y otoño. El Carmelo, al encontrarse en la parte que da a la ciudad —y por tanto al mar— de la sierra de Collserola, que es más soleada, tiene un clima marítimo con pocas heladas.

## Toponimia
El nombre del barrio proviene del santuario de Nuestra Señora del Monte Carmelo, dedicado a la Virgen del Carmen, construido en 1864 al pie de la colina, que era conocida entonces como Turó d'en Móra. El término Carmelo proviene del hebreo כַּרְמֶל (Karm-El), que quiere decir «viña de Dios» o, por extensión, «jardín de Dios». El nombre deriva de una advocación de la Virgen María, Nuestra Señora del Monte Carmelo, más conocida en países de habla hispana como Virgen del Carmen. Esta devoción se originó en el monte Carmelo, en Israel, siendo difundida por la Orden de los Carmelitas.

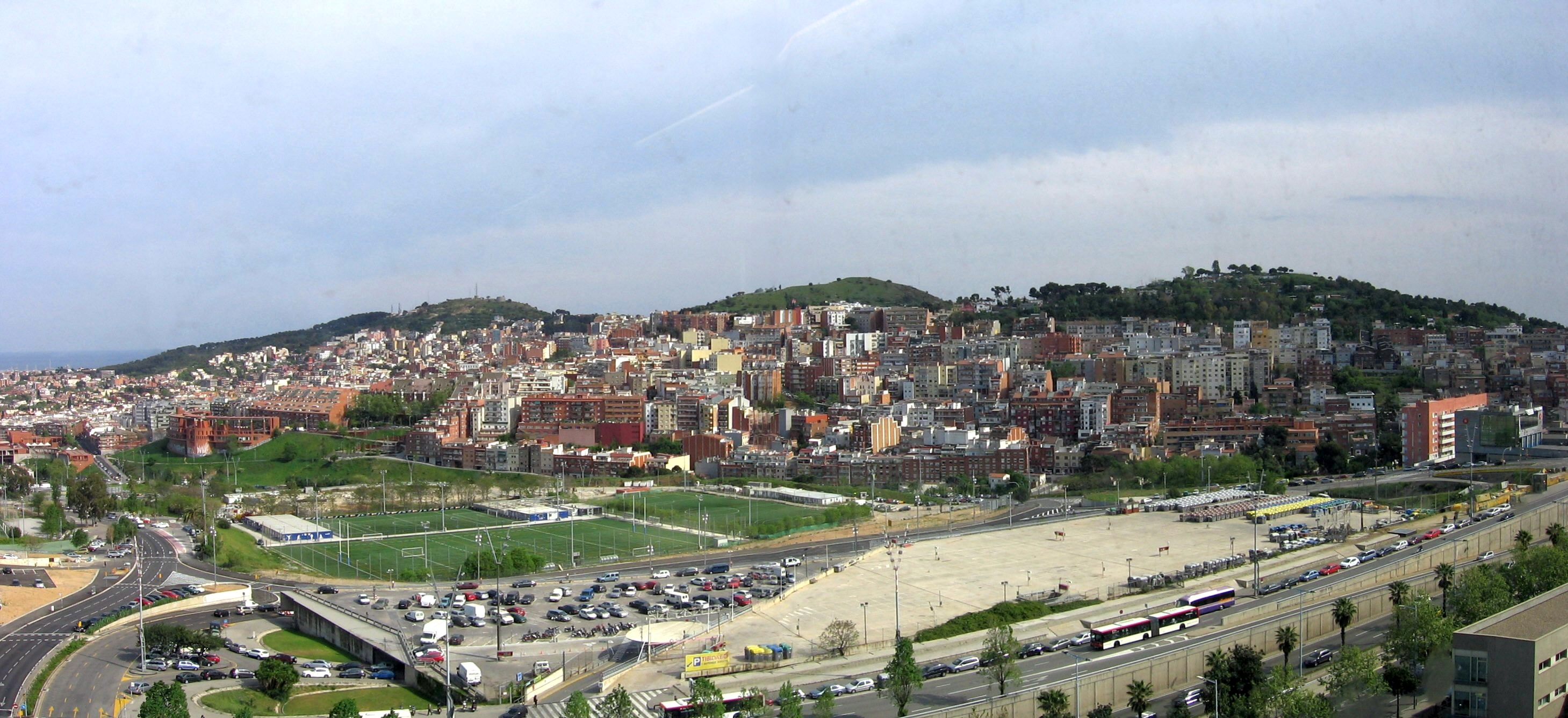
Los Tres Cerros: de izquierda a derecha, Turó de la Rovira, Turó del Carmel y Turó de la Creueta del Coll.

## Demografía

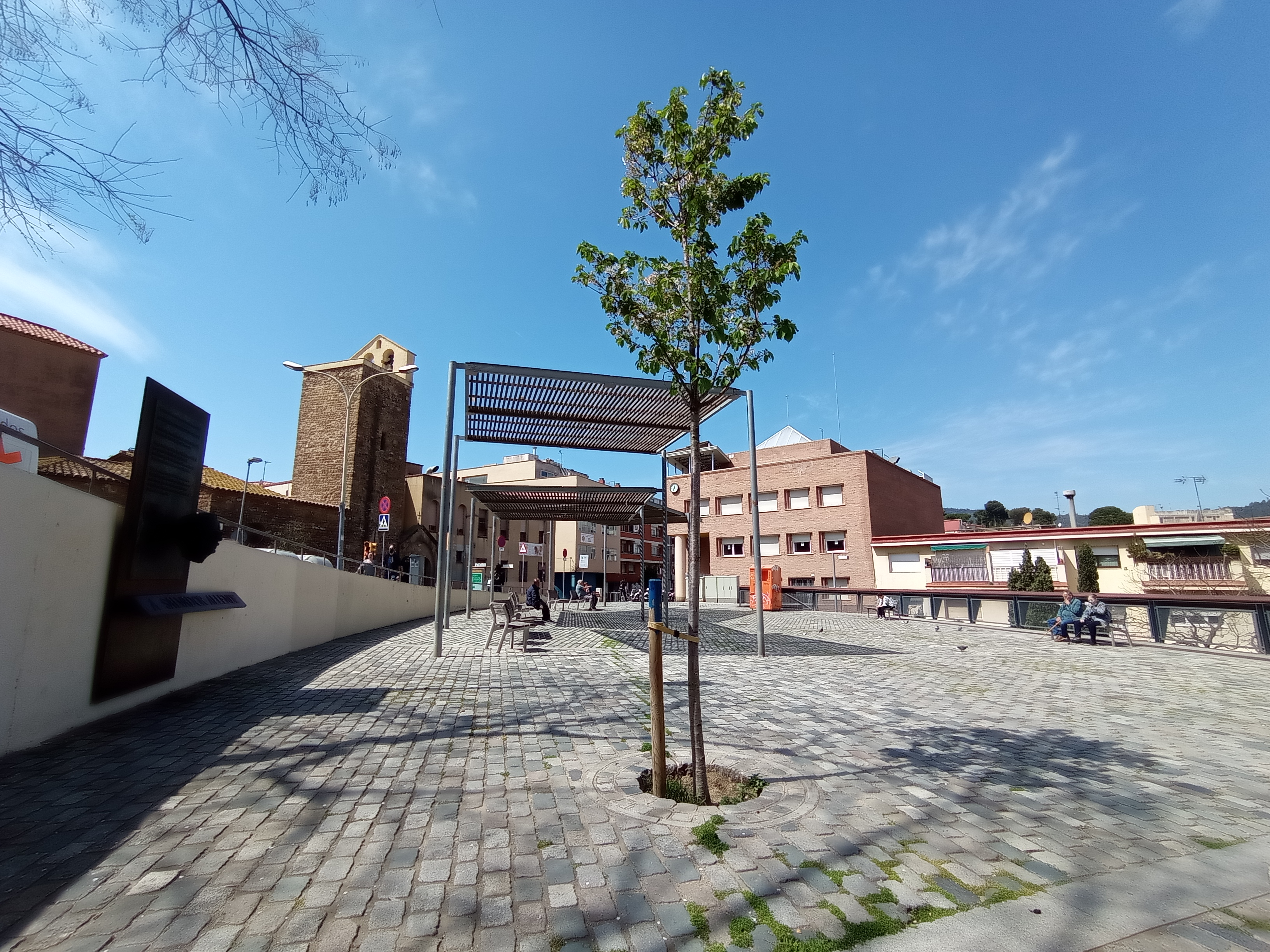
Plaza de Salvador Allende

El barrio del Carmelo cuenta con una población de 33 028 hab, con una densidad de 35 053 hab/km². Según datos del padrón de 2008 publicados por el Ayuntamiento de Barcelona, la proporción entre sexos era de 16 018 hombres (48,5 %) y 17 010 mujeres (51,5 %). Se pueden destacar además los siguientes factores:
- Por edades: 4133 niños de 0 a 14 años (12,5 %), 3072 adolescentes de 15 a 24 años (9,3 %), 8752 jóvenes de 25 a 39 años (26,5 %), 10 562 adultos de 40 a 64 años (32,0 %) y 6509 ancianos de más de 65 años (19,7 %).[10]

- Por lugar de nacimiento: 15 222 de Barcelona (46,1 %), 1022 del resto de Cataluña (3,1 %), 11 350 del resto de España (34,4 %) y 5434 extranjeros (16,5 %). El Carmelo ha sido un lugar de destino para la fuerte oleada inmigratoria de los años 1950-1970, proveniente en su mayoría de Andalucía (20,6 %), seguida de Castilla y León (4,5 %), Castilla-La Mancha (4,2 %), Galicia (3,9 %), Extremadura (3,8 %) y Aragón (3,0 %).[11]

A nivel educativo, se constatan los siguientes niveles de instrucción: un 0,5 % de analfabetismo, un 24,4 % sin estudios primarios, un 32,3 % con la enseñanza básica finalizada, un 15,3 % de bachillerato elemental, un 11,4 % con formación profesional, un 10,2 % de bachillerato superior, un 2,4 % con diplomatura y un 2,8 % con licenciatura.
En cuanto a vivienda, están registradas un total de 14 483 viviendas, de las cuales un 88,3 % son residencia habitual, un 9,2 % están desocupadas y un 2,4 % son segundas residencias. Por superficie, un 36,9 % son viviendas de entre 30 y 60 m², un 48,2 % entre 61 y 90 m² y un 5,9 % entre 91 y 120 m². La mayoría de las viviendas fueron construidas entre los años 1960-1970 (42,1 %) y 1970-1980 (25,8 %).

## Historia

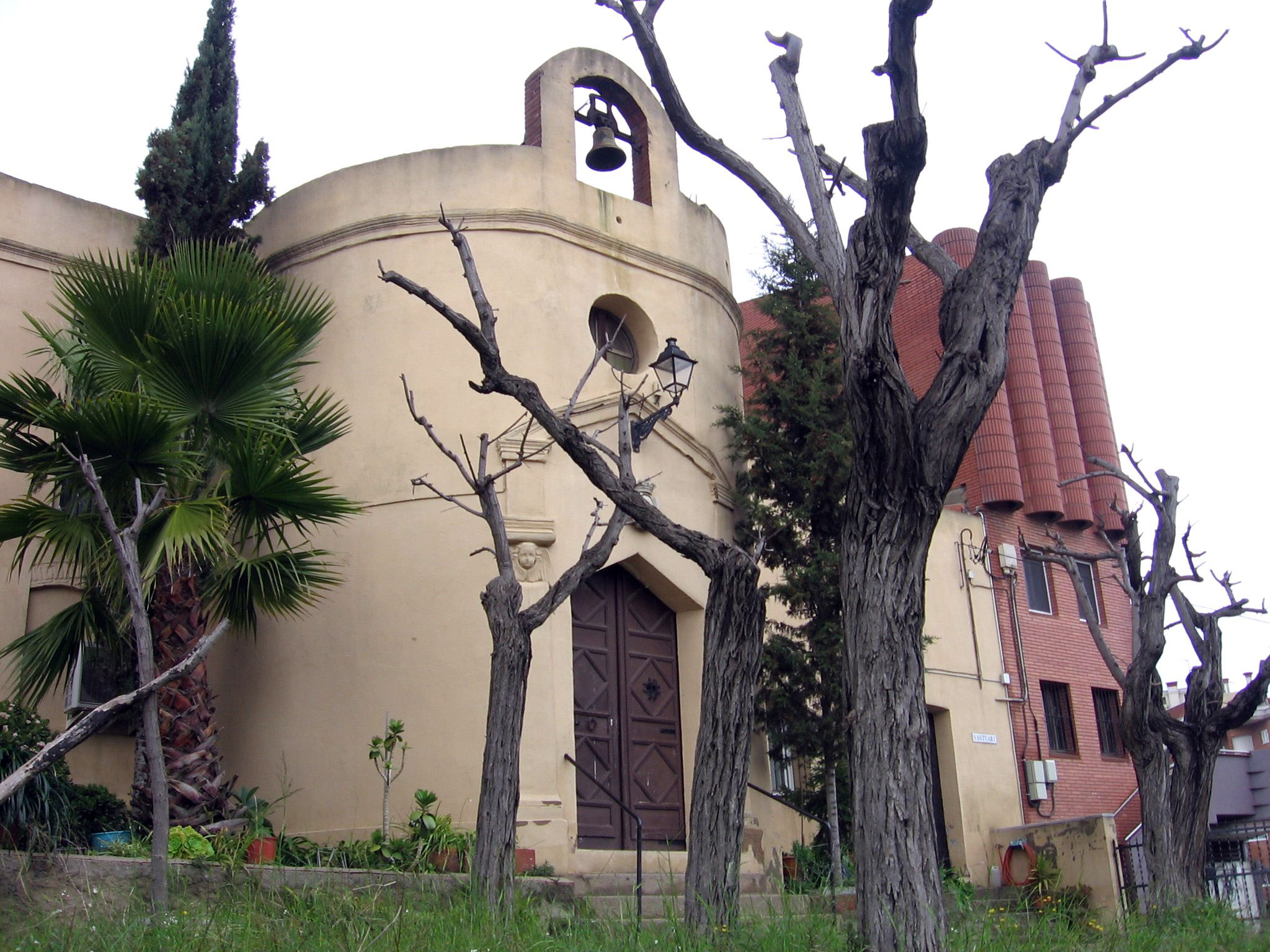
El Santuario de Nuestra Señora del Monte Carmelo, que da nombre al barrio.

El territorio del actual barrio estaba antiguamente dividido entre cuatro poblaciones: Gracia, San Juan de Horta, San Martín de Provensals y San Andrés de Palomar. Justo donde se construyó el Santuario del Carmelo, en la ladera occidental de la colina que da nombre al barrio, se encontraba la delimitación de tres de estas poblaciones: el lado septentrional de la colina pertenecía a Horta, y el meridional a Gracia; en el Turó de la Rovira estaba la frontera entre Horta y Sant Martí, mientras que la zona de la Font d'en Fargas pertenecía a San Andrés. Esta división continuó hasta 1897, fecha en que Gracia, San Andrés y San Martín fueron agregados a Barcelona; Horta lo sería en 1904.
Sobre la historia antigua del barrio cabe destacar la presencia de un poblado ibérico en el Turó de la Rovira, hallado en 1930 por el arquitecto Josep Danés. Dicho emplazamiento fue estudiado por el arqueólogo Josep Colominas i Roca, hallando los restos de un poblado y una necrópolis en la cima de la colina, con una superficie de unos 22 500 m². Se encontraron restos de una muralla de unos 370 metros de largo por 65 de ancho, con dos puertas de acceso flanqueadas por torres circulares. De igual forma, fueron hallados restos de cerámica, datables entre los siglos IV y II a. C.

### SigloXIX: primeras urbanizaciones

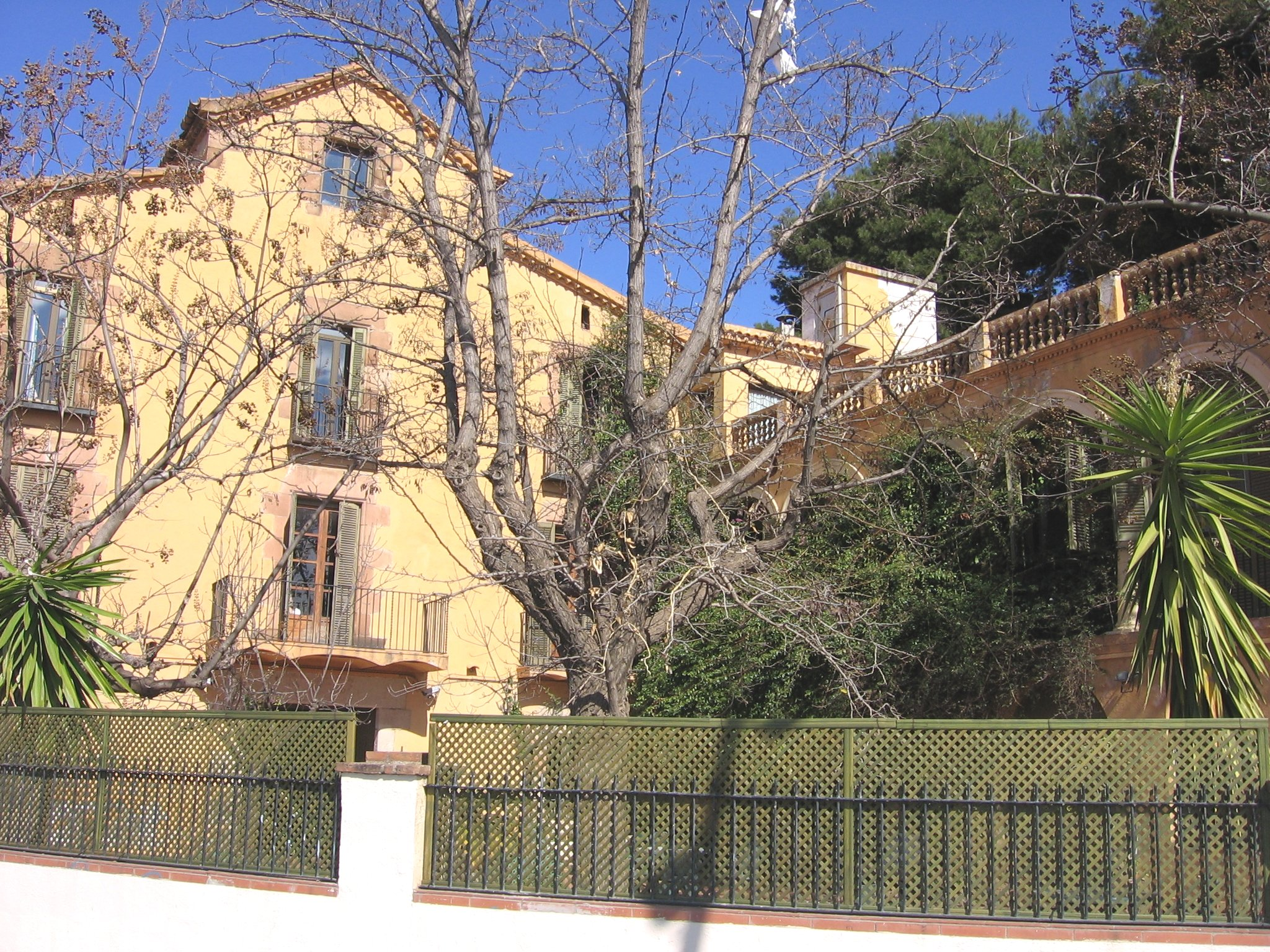
Can Móra.

A inicios del siglo XIX, El Carmelo era una zona rural, con algunas cuantas masías esparcidas por su territorio, destacando la de Can Móra, que daba nombre entonces a la colina llamada popularmente desde antaño Montaña Pelada, y que era conocida como Turó d'en Móra hasta la construcción del Santuario del Carmelo —el edificio de Can Móra aún existe, en la calle Portell, siendo actualmente un geriátrico—. Otras masías de la zona eran Ca n'Andalet, Can Grau, Can Baró y Can Xirot. Era una zona montañosa no muy apta para la agricultura, destacando el cultivo de almendros y algarrobos, así como huertos y algunas viñas. También existían minas de hierro (llamadas Coves d'en Cimany), así como canteras de piedra y hornos de cal, y unos acuíferos que daban un agua ferruginosa que se decía poseía propiedades curativas, siendo explotada por la finca de Can Xirot, que la vendía en grandes garrafas en Barcelona. Una de las fincas de más relevancia para el barrio fue Can Grau, cuya casa fue derribada en 2006; acogía una granja que comercializaba leche en Horta y Gracia, y repartía incluso en Barcelona. Tenía una superficie de 140 000 m², e incluía una capilla dedicada a la Virgen del Rosario, que era la que ofrecía servicio religioso en aquel entonces en la zona. En 1900 pasó a ser propiedad de Alexandre de Bacardí i de Janer, uno de los principales promotores de la zona.
Entre 1860 y 1864 se construyó una ermita dedicada a Nuestra Señora del Carmen, origen del actual santuario, en la ladera occidental del Turó d'en Móra, que desde entonces pasó a llamarse monte Carmelo. Fue promovida por el ermitaño Miquel Viladoms, y abierta al culto el 11 de abril de 1864 con permiso del obispo de Barcelona, Pantaleón Montserrat. Desde entonces fue un lugar de peregrinaje y de encuentros de jóvenes católicos, especialmente el 16 de julio, festividad del Carmen. En 1930 fue elevada a capilla, y en 1962 a parroquia. Desde entonces, además de su labor religiosa, la nueva parroquia se implicó profundamente en la vida del barrio, realizando una gran labor en terrenos como la sanidad, la educación y la cultura, e implicándose en las reivindicaciones del barrio a nivel de servicios e infraestructuras. Dado el pequeño tamaño de la capilla, que sólo podía acoger a treinta personas, entre 1985 y 1988 se construyó una nueva iglesia, obra de los arquitectos Francesc de Paula Daumal i Domènech y Miquel Campos Pascual, con un diseño más contemporáneo. El nuevo edificio fue inaugurado el 16 de julio de 1988 por el arzobispo de Barcelona, Narciso Jubany.
Posteriormente, uno de los hechos más destacables fue la construcción del depósito de aguas del Parc de les Aigües, que abastecía de agua a la capital, con un suministro procedente del estanque de Dosrius. Fue promovido por la Compagnie des Eaux de Barcelone, de capital franco-belga, y construido en 1868 en la finca de Can Baró. Posteriormente, en 1886 se construyó otro depósito en la cima del Turó de la Rovira, llamado depósito de Les Altures, con capacidad para 1000 m³. Entre finales del siglo XIX y principios del XX se mejoraron las comunicaciones de la zona, como la carretera del Carmelo, que iba desde la ermita hasta la actual plaza Sanllehy, o la carretera entre Gracia y El Carmelo, proyectada por Ubald Iranzo en 1904, y construida entre 1907 y 1930. En 1901 también se construyó la carretera entre los dos santuarios de la zona, el del Carmelo y el de Nuestra Señora del Coll, actual calle Santuari.

### Principios delsigloXX: integración en Barcelona

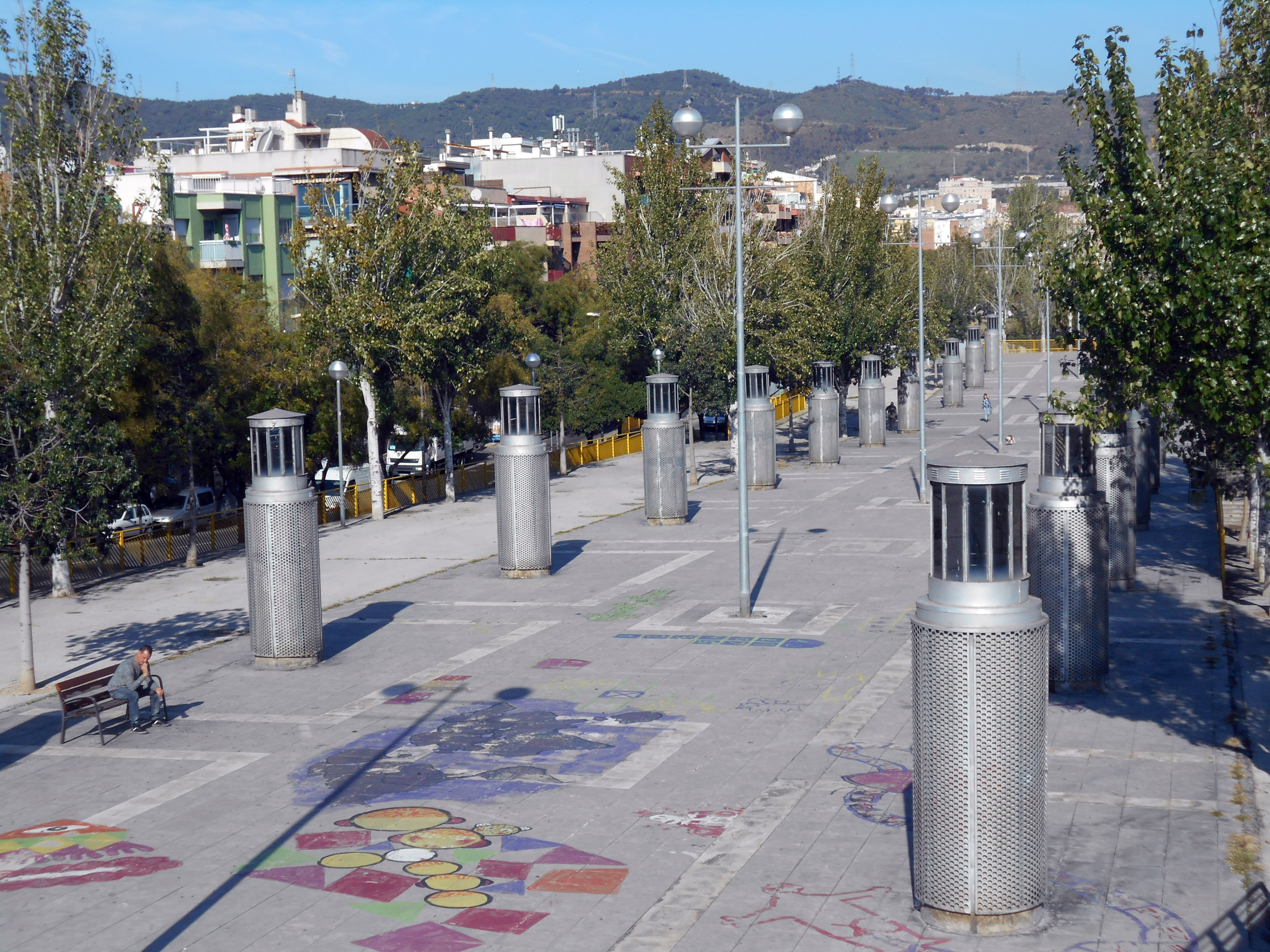
Rambla del Carmelo.

A principios de siglo XX surgieron las primeras barriadas de casas unifamiliares, las de Bacardí, Can Mans y Salt de les Bruixes. Generalmente eran casas de dos pisos, con un pequeño jardín, a menudo segundas residencias de la burguesía de Gracia y Horta. Las grandes fincas existentes hasta entonces fueron parceladas en su mayoría, ya que daban escaso rendimiento a nivel agrario, y sus propietarios prefirieron vender los terrenos. Al ser una zona poco urbanizada y mal comunicada, en aquel entonces, los terrenos eran baratos y asequibles a la clase media barcelonesa. Comenzó ya entonces un fuerte asociacionismo entre los vecinos de la zona, que siempre ha contado con una intensa labor vecinal ocupada en el desarrollo de El Carmelo. En 1906 se fundó la sociedad El Fomento de la Barriada del Monte Carmelo, que velaba por los intereses de los propietarios de la zona, especialmente en la mejora del urbanismo, comunicaciones, servicios e infraestructuras del barrio. Posteriormente, en 1927, se creó la Agrupación de Propietarios del Monte Carmelo, igualmente dedicada a la defensa del bienestar de los vecinos.
Con la agregación de los pueblos limítrofes a Barcelona entre 1897 y 1904 se abrió la necesidad de un proyecto urbanístico que aglutinase el ensanche barcelonés con los nuevos distritos. A tal efecto se aprobó en 1905 un plan de enlaces diseñado por el urbanista francés Léon Jaussely, que establecía un sistema viario básico para la ciudad y sus entornos, junto con la instauración de una serie de parques urbanos y zonas de ocio y esparcimiento, entre las que se encontraba Horta. Desgraciadamente, este proyecto no pudo llevarse a cabo en su totalidad, siendo sustituido por el Plan Romeu-Porcel en 1917, que contemplaba el trazado de unos ejes viarios básicos para la ciudad, en forma de vías de circunvalación, así como un conjunto de calles numeradas que rompían con el sistema cuadriculado del Plan Cerdá. Uno de los artífices del proyecto, Ferran Romeu, fue el encargado de elaborar los planos topográficos de Horta, entre los que se encontraba El Carmelo (Plano Geométrico y Topográfico de un macizo montañoso comprendido dentro del antiguo término municipal de Horta, 1915).

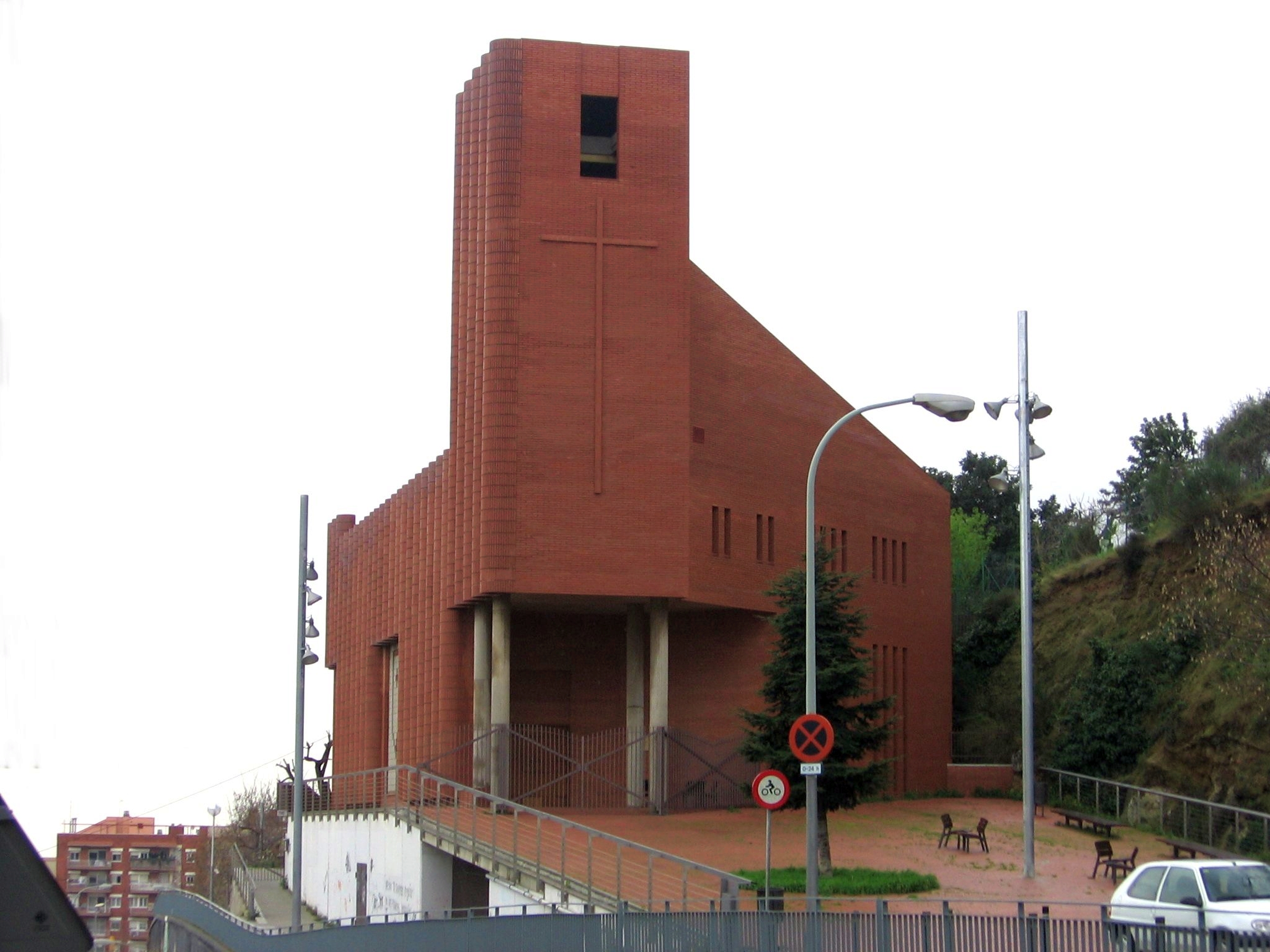
La nueva iglesia del Monte Carmelo, inaugurada en 1988.

Entre 1900 y 1930 el proceso de urbanización de El Carmelo fue espectacular, produciéndose numerosas parcelaciones de las antiguas fincas agrícolas. Hoy en día, numerosas calles del barrio llevan los nombres de antiguos propietarios de los terrenos, como la calle Hortal (Miquel Hortal i Arisó), Batet (Amàlia Batet i Gil), Ros (Baudili Ros i Rodés), Tolrà (Antoni Tolrà i Fornés), Gabarnet (Artur Gabarnet i Rosés), Xinxó (Josep Xinxó i Canellas), Montserrat Casanovas, etc. Esta urbanización fue promovida, aparte de propietarios particulares, por diversas entidades, como la Empresa Nacional de Tierras, dirigida por Anselm de Riu i Fontanilles, que adquirió todos los terrenos de la antigua Can Baró, en la vertiente sur del Turó de la Rovira, que una vez parcelados fueron comercializados; o la Cooperativa de Periodistas para la Construcción de Casas Baratas, que acogiéndose a la ley de casas baratas de 1911 promovió la construcción de estas viviendas de tipo popular, en la zona de la Font de la Mulassa. Cabe destacar que en el proceso de construcción de nuevas casas intervinieron arquitectos de renombre, como Josep Maria Jujol, autor de la Villa Jumilla en la calle Marià Labèrnia (1927). Jujol también hizo un proyecto de casas baratas que finalmente no se llevó a cabo.
En esta época El Carmelo era un centro excursionista de gran interés para la gente de los contornos, ya que su carácter todavía en buena medida rural, y las numerosas fuentes situadas en sus cercanías invitaban a hacer pequeñas escapadas de la ciudad para disfrutar de la naturaleza. El Santuario del Carmelo también acogía numerosas procesiones y actos religiosos, y se construyó una cerca perimetral con varios mojones conocidos como Vía Crucis, donde se hacían romerías, especialmente en Semana Santa. Muchas asociaciones religiosas de Gracia y Sant Martí realizaban reuniones sociales en el Santuario del Carmelo, donde además del oficio religioso se hacían comidas populares, juegos para los niños, baile de sardanas y conciertos musicales, especialmente del orfeón L'Estrella del Carmel. En 1924 se construyó otra iglesia en terrenos de la antigua finca de Can Grau (actual cruce entre Llobregós y Conca de Tremp), la de Santa Teresa de Jesús, que fue tenencia parroquial de Sant Joan d'Horta.
En los años 1920 fueron mejorando poco a poco las comunicaciones del barrio: en 1927 se abrió la primera línea de autobús entre Gracia y El Carmelo, ofrecida por la compañía Ribas Saladrigas, que iba desde la plaza Lesseps hasta el cruce de las actuales calles Santuari y Manxa. Tenía una frecuencia de paso de 30 minutos, y costaba 30 céntimos de peseta en un sentido y 55 en billete de ida y vuelta. En 1929 fue pavimentada la carretera, hasta aquel entonces en un pésimo estado que obligó a cancelar la línea de autobús unos meses. Al acto de apertura acudió el alcalde de Barcelona, Darío Rumeu y Freixa, barón de Viver.
Durante la Guerra Civil se instalaron unas baterías antiaéreas en el Turó de la Rovira, concretamente cuatro cañones Vickers de 105 mm., que entraron en funcionamiento el 3 de marzo de 1938. Al final de la guerra solo quedaban dos cañones en funcionamiento, que continuaron en su emplazamiento hasta una fecha indeterminada en que fueron retirados. Entre 2006 y 2011 la zona fue rehabilitada como centro de estudio para la memoria histórica, integrada en el Museo de Historia de Barcelona.

### Desarrollo demográfico y urbanístico

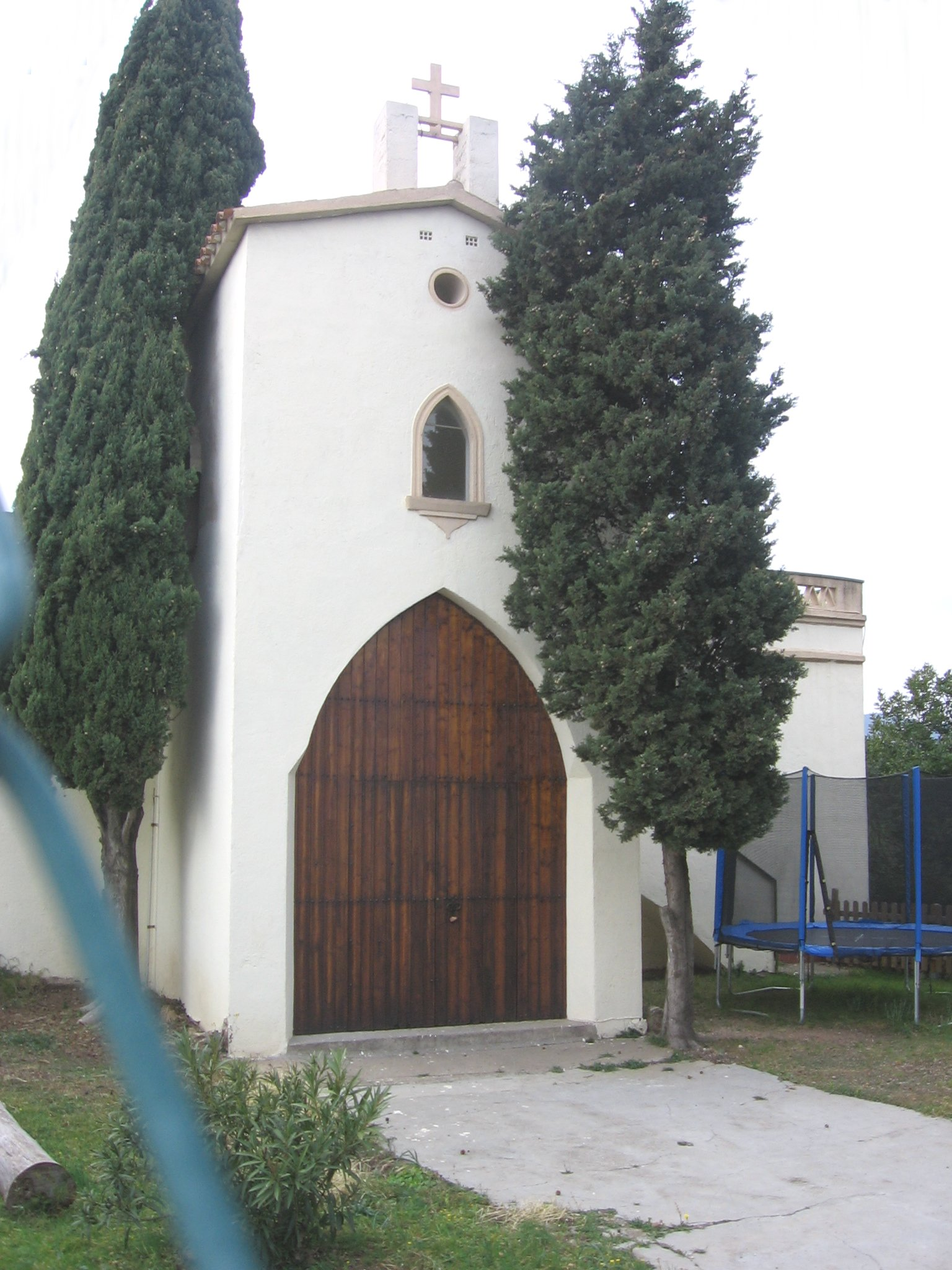
Ermita de Nuestra Señora de Fátima.

En la posguerra El Carmelo fue centro de una creciente inmigración originaria del resto de España, fenómeno iniciado desde 1929 con la Exposición Internacional de Montjuic, que atrajo mucha mano de obra, pero intensificado tras la contienda civil. En esos años el barrio creció muy notablemente, recibiendo sin cesar inmigración andaluza y gallega —en su mayoría—, así como castellana o extremeña. Al llegar, esta masa de gente se comenzó a aglomerar cerca de conocidos, familiares o amigos de sus lugares de procedencia, configurando así un barrio de chabolas hechas con techos de uralita y paredes de ladrillo —en el mejor de los casos—. El barraquismo se propagó por todo el barrio, que sufrió una gran degradación no solo por la precariedad de las construcciones sino por el abandono y la desidia por parte de las instituciones públicas, que dejaron el barrio prácticamente a su suerte. A principios de los años 1940 todavía no había un sistema de alcantarillado en el barrio, y las calles estaban en su mayoría sin asfaltar; el transporte público, paralizado durante la guerra, no se restituyó hasta 1963 con la línea 10.
Durante los primeros años de la posguerra fue decisiva para el barrio la iniciativa privada y las obras de beneficencia, siendo de remarcar la Obra de Caridad Cristiana de Nuestra Señora de Fátima, fundada en 1943 por Ángeles Campmany de Vinyals. La Obra tenía por objetivo el cuidado de tuberculosos, aunque realizaba también numerosas obras de beneficencia y de asistencia sanitaria. En 1952 construyó una ermita en la calle Font-rúbia, denominada con la misma advocación de Nuestra Señora de Fátima, y en 1971 un hogar infantil. Había un proyecto para construir un gran hospital con una iglesia anexa, esbozándose un proyecto firmado por el arquitecto Josep M. Ayxelà i Terrats, que finalmente no se llevó a término por la magnitud del proyecto y la falta de financiación.
En el Plan Comarcal de 1953 El Carmelo se incluía dentro de un proyecto de zona verde situado entre los parques del Guinardó, Güell y la Creueta del Coll, prohibiéndose cualquier construcción excepto las propias del parque. Este proyecto únicamente significó la ilegalidad de las construcciones que se venían realizando, sin que se hiciese ningún tipo de realización en aras de la creación de la zona verde. La impunidad llegó al extremo de hacerse la vista gorda con la explotación de las canteras de Can Baró y del Coll, que fueron explotadas a un ritmo frenético, dañando irremediablemente la fisonomía de la zona. Del fenómeno del barraquismo nació el Centro Social del Carmelo, germen de la Asociación de Vecinos del Carmelo, fundada en 1972, que ha luchado sin descanso por rescatar el barrio del olvido institucional y mejorar sus condiciones de vida.
En los años 1960 y 1970, y en el contexto de la especulación inmobiliaria de la época, se inició la construcción de grandes bloques de pisos que fueron sustituyendo las antiguas casas unifamiliares, hecho que acabó de cambiar la fisonomía del barrio, que aún crecía sin ningún proyecto urbanístico coherente y sin las necesarias infraestructuras elementales (alcantarillado, pavimentación de calles, iluminación, transportes, recogida de basuras, etc). Entre las escasas actuaciones municipales en la zona destaca la construcción del Mercado Municipal en la calle Llobregós, abierto en 1964. En 1972 se proyectó la apertura del túnel de la Rovira, que uniría El Carmelo con El Guinardó, obra polémica por la expropiación de viviendas que afectaron a unos 500 vecinos, algunos recién instalados en bloques de pisos nuevos, claro ejemplo de la falta de planificación en esta zona por parte del Ayuntamiento. El túnel se inauguró en 1987.

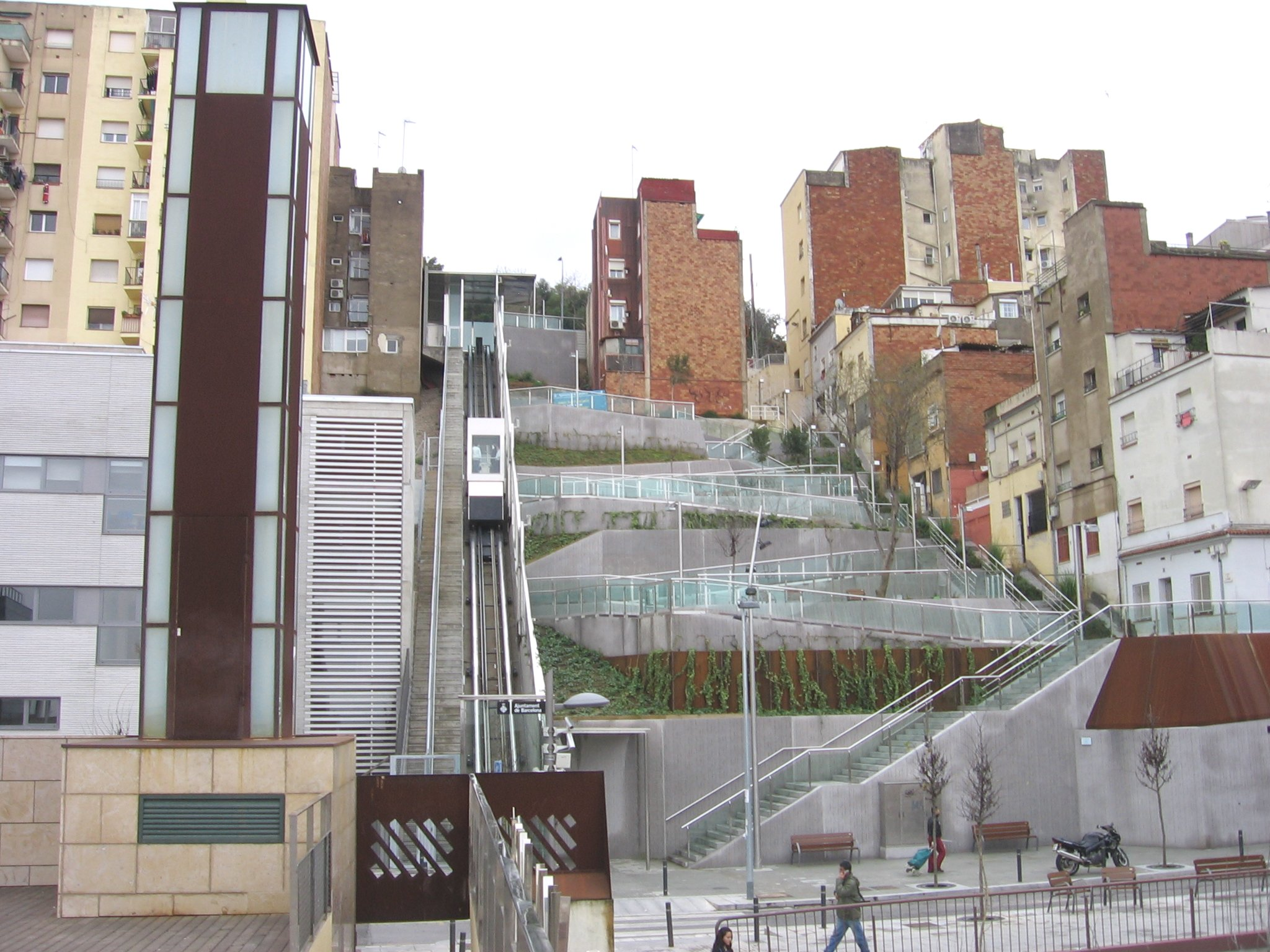
Ascensor funicular de la calle Alguer.

Desde 1975, y en el contexto del nuevo proceso democrático iniciado en el país, El Carmelo ha mejorado notablemente su calidad de vida, con múltiples obras de mejora y equipamientos públicos, que han mejorado la imagen y la configuración urbanística del barrio. Las últimas barracas fueron derribadas en 1990, en un acto al que acudió el alcalde Pasqual Maragall. Se han solventado los déficits estructurales, las canalizaciones, los servicios públicos, la iluminación, el asfaltado, los transportes y las dificultades de accesibilidad del terreno con la instalación de numerosos ascensores y escaleras mecánicas. Entre las obras llevadas a cabo destacan la apertura de la rambla del Carmelo —una de las principales vías del barrio— y el ensanchamiento de la calle Llobregós —que comportó la expropiación de otras 500 familias y la desaparición del único cine del barrio, el Popular—. Entre los nuevos edificios públicos construidos destacan varias escuelas (CEIP Coves d'en Cimany, Escola Bressol Tris Tras), el ambulatorio CAP El Carmel (2002) y la biblioteca El Carmel-Juan Marsé (2003), dedicada al escritor barcelonés Juan Marsé, ganador del Premio Planeta, que inmortalizó la fisonomía y los aspectos sociales del barrio del Carmelo durante los años 1950 en su obra Últimas tardes con Teresa. 
En todas estas mejoras tuvo un papel protagonista la Asociación de Vecinos, cuyas reivindicaciones han ayudado a la constitución del barrio que existe hoy día. Entre otros actos, manifestaciones y campañas en medios de comunicación realizados por la Asociación destacó la exposición El Carmelo ¡Ignorado!, organizada en 1974 en una tienda de campaña instalada itinerantemente por todo el barrio, dando a conocer la problemática y las reivindicaciones del barrio, destacando una película rodada para la ocasión, que mostraba la precariedad de edificaciones y servicios públicos en numerosas zonas del barrio.
Entre los últimos acontecimientos en la vida del barrio destaca sin duda el hundimiento por las obras de prolongación del metro de Barcelona en 2005, que provocó el derribo de varios inmuebles y el realojo de centenares de vecinos, además del consecuente escándalo político en el que se vio implicada la Generalidad de Cataluña. Muchas familias tuvieron que vivir en hoteles durante considerable tiempo —de seis meses a un año— y algunas no pudieron ni entrar a sus casas a coger sus objetos personales. Debido a este acontecimiento, el 8 de febrero de 2005 la Generalidad declaró a El Carmelo como Área Extraordinaria de Rehabilitación Integral (AERI), con un programa de intervención y de fomento de obras públicas, rehabilitación de edificios y mejora de equipamientos públicos, dotado con un presupuesto de 11,5 millones de euros. Para tal fin se creó la Agencia de Promoción del Carmelo, que coordina los nuevos proyectos urbanísticos.
Como resarcimiento, el 30 de julio de 2010 se inauguró la ampliación del metro con la puesta en funcionamiento de dos nuevas estaciones, El Carmel y El Coll / La Teixonera, en un acto presidido por el presidente de la Generalidad, José Montilla, y el alcalde Jordi Hereu. El mismo año 2010 se amplió el ambulatorio de la calle Murtra, y se instaló un ascensor funicular en la calle Alguer, salvando uno de los mayores desniveles entre calles del barrio. También se han hecho obras de mejora en numerosas calles y aún quedan por realizar diversos proyectos en todo el barrio.

## Monumentos y lugares de interés

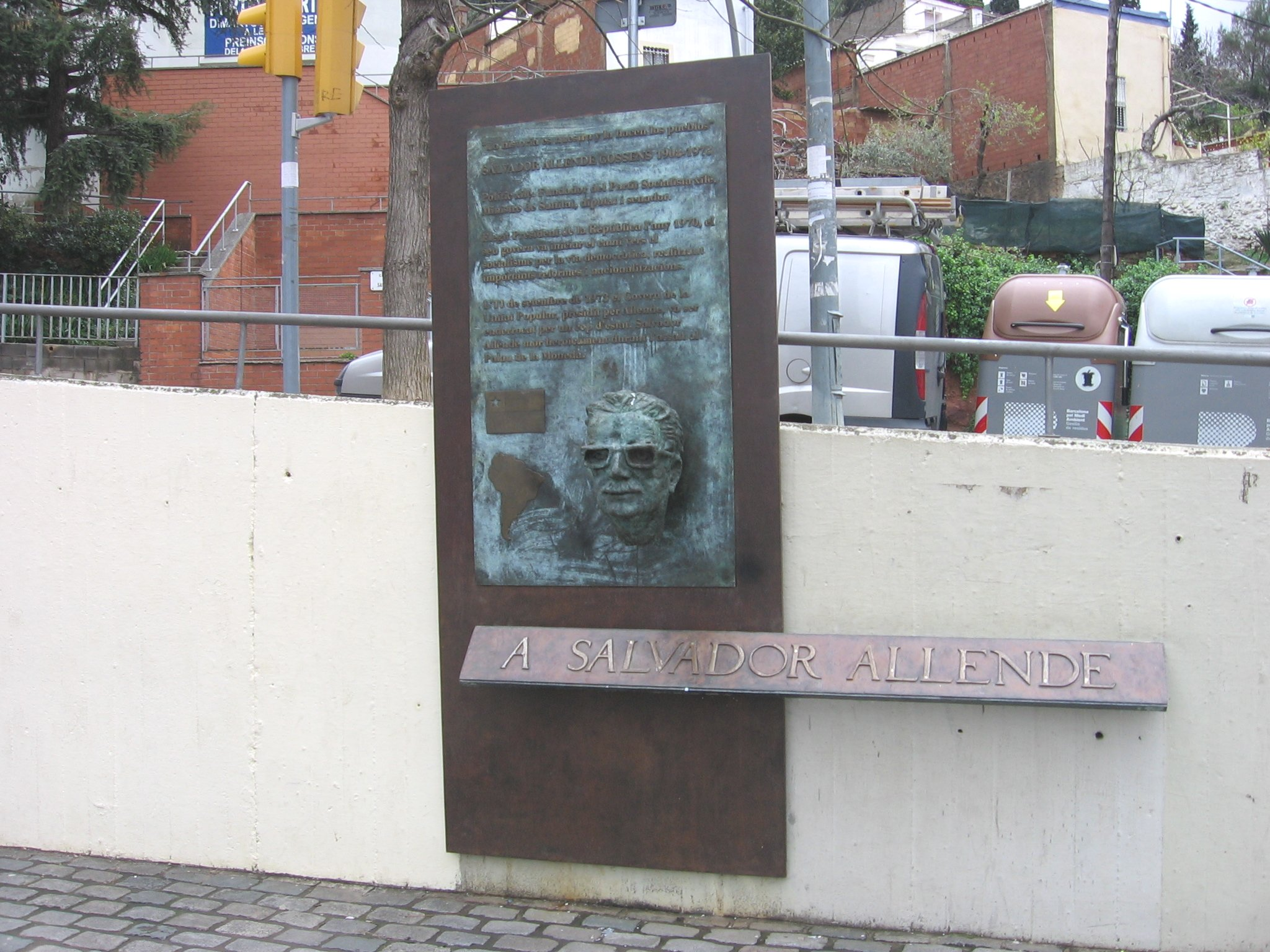
Monumento a Salvador Allende.

El principal monumento es el Santuario de Nuestra Señora del Monte Carmelo, que da nombre al barrio. En 1864 se construyó la ermita, pero dado su pequeño tamaño —solo podía acoger a treinta personas— entre 1985 y 1988 se construyó una nueva iglesia, obra de los arquitectos Francesc de Paula Daumal i Domènech y Miquel Campos Pascual, con un diseño contemporáneo de forma triangular, donde destaca el color rojo del ladrillo visto y la forma tubular de las paredes laterales. El nuevo edificio fue inaugurado el 16 de julio de 1988 por el arzobispo de Barcelona, Narcís Jubany.
El barrio cuenta además con diversas obras de arte público, destacando un monumento a las Brigadas Internacionales —situado en la rambla del Carmelo— donde se realizan ofrendas florales en recuerdo a estos luchadores de la libertad; se titula David y Goliat, y es obra de Roy Shifrin (1988). Fue patrocinado por el batallón Abraham Lincoln y por la Spanish Civil War Historical Society. Representa el casco de Goliat y el torso desnudo de David, con un escudo en la mano, realizados en bronce sobre un pilar de cemento, con un total de ocho metros de altura.
Otro monumento es el dedicado a Salvador Allende, en la plaza que lleva el nombre del presidente chileno, obra del arquitecto Jordi Farrando, con un retrato en bronce del malogrado político, obra del escultor chileno Lautaro Díaz; la plaza también incluye la escultura Once poliedros, de Marcel Martí. Otro exponente de arte público es la obra El orden de hoy es el desorden de mañana (Saint-Just) (1999), de Ian Hamilton Finlay, situada en un mirador del parque del Carmelo; se trata de una cita del revolucionario francés Louis-Antoine-Léon Saint-Just, escrita en catorce bloques de piedra situados en el suelo, simulando lápidas de una necrópolis, en un conjunto de unos 6 m².

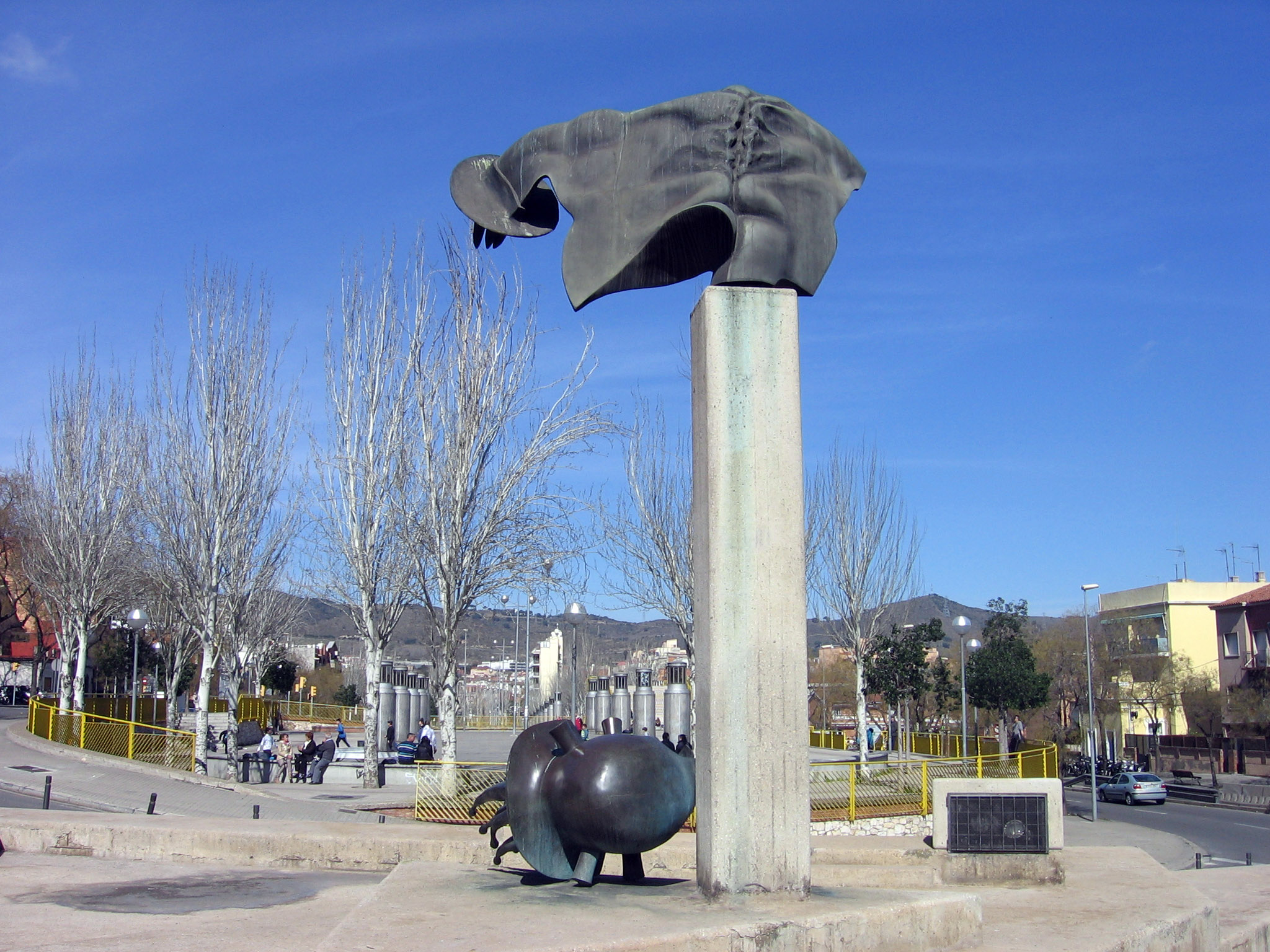
David y Goliat, de Roy Shifrin.
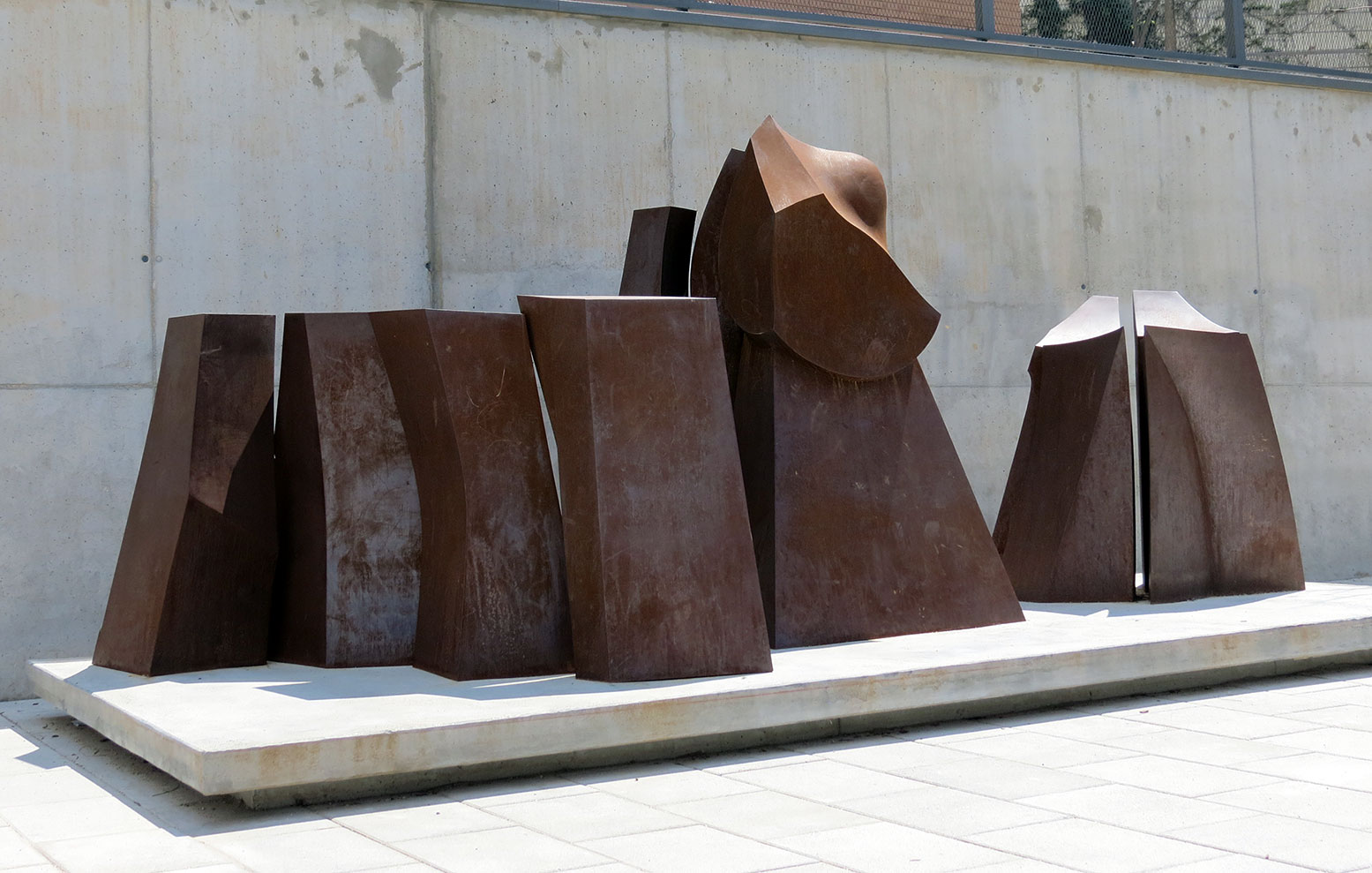
Once poliedros, de Marcel Martí.
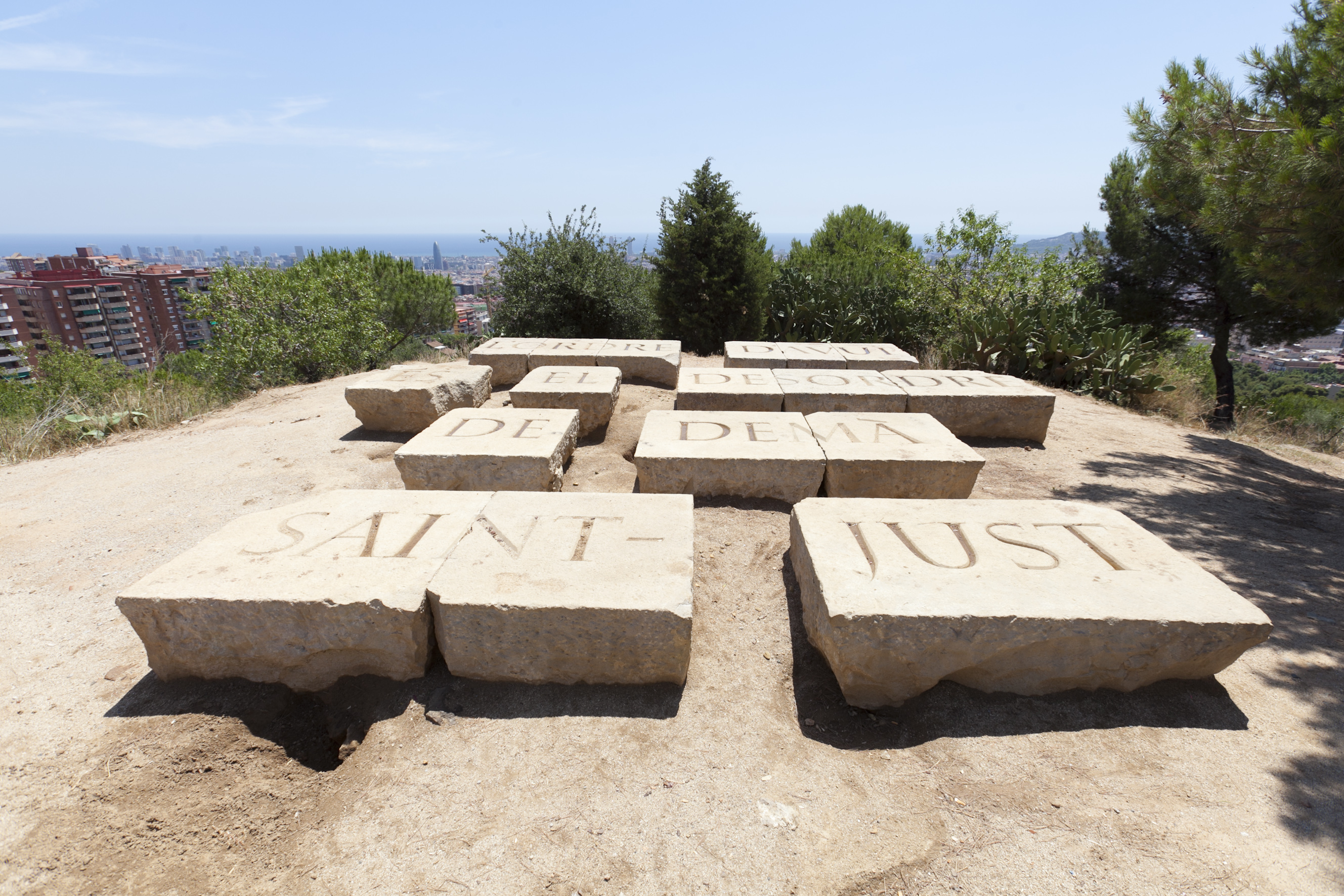
El orden de hoy es el desorden de mañana (Saint-Just), de Ian Hamilton Finlay.

## Economía
La actividad económica del barrio goza de buena prosperidad, sobre todo en los sectores de industria, comercio y servicios. En 1996 constaban un total de 8755 empresas, de las cuales 3580 eran de comercio (35,8 %), 3582 de servicios (35,8 %), 1235 de industria (12,3 %) y 358 de la construcción (3,6 %). Asimismo, constaban 1247 profesionales y trabajadores autónomos, un 12,5 % de la actividad económica. 
Las principales actividades ligadas con la industria son las relacionadas con la fabricación de maquinaria y productos metálicos, materiales eléctricos y de precisión, productos alimentarios, productos textiles y del calzado, productos de madera, plástico y artes gráficas. En cuanto a servicios, los principales sectores son los de la restauración (bares, restaurantes y hoteles), reparación de vehículos, transportes y comunicaciones, finanzas y seguros, inmobiliarias, servicios de limpieza, sanidad y servicios educativos y culturales.
A nivel laboral, según datos del padrón de 1996, de un total de 38 053 habitantes constaban 17 480 personas activas (un 45,9 %), de las cuales 13 099 estaban empleadas (34,4 %), 3603 desocupadas (9,5 %) y 778 buscando su primer trabajo (2,0 %); y 20 573 personas no activas (54,1 %), de las cuales 7347 eran estudiantes (19,3 %), 6379 jubilados (16,8 %), 4963 amas de casa (13,0 %) y el resto en otras situaciones. Respecto a la población activa, del total de 13 099, 1847 son empresarios y autónomos (14,1 %), 7597 son asalariados fijos (58,0 %), 3175 asalariados eventuales (24,2 %) y el resto en otras situaciones.

## Cultura y educación

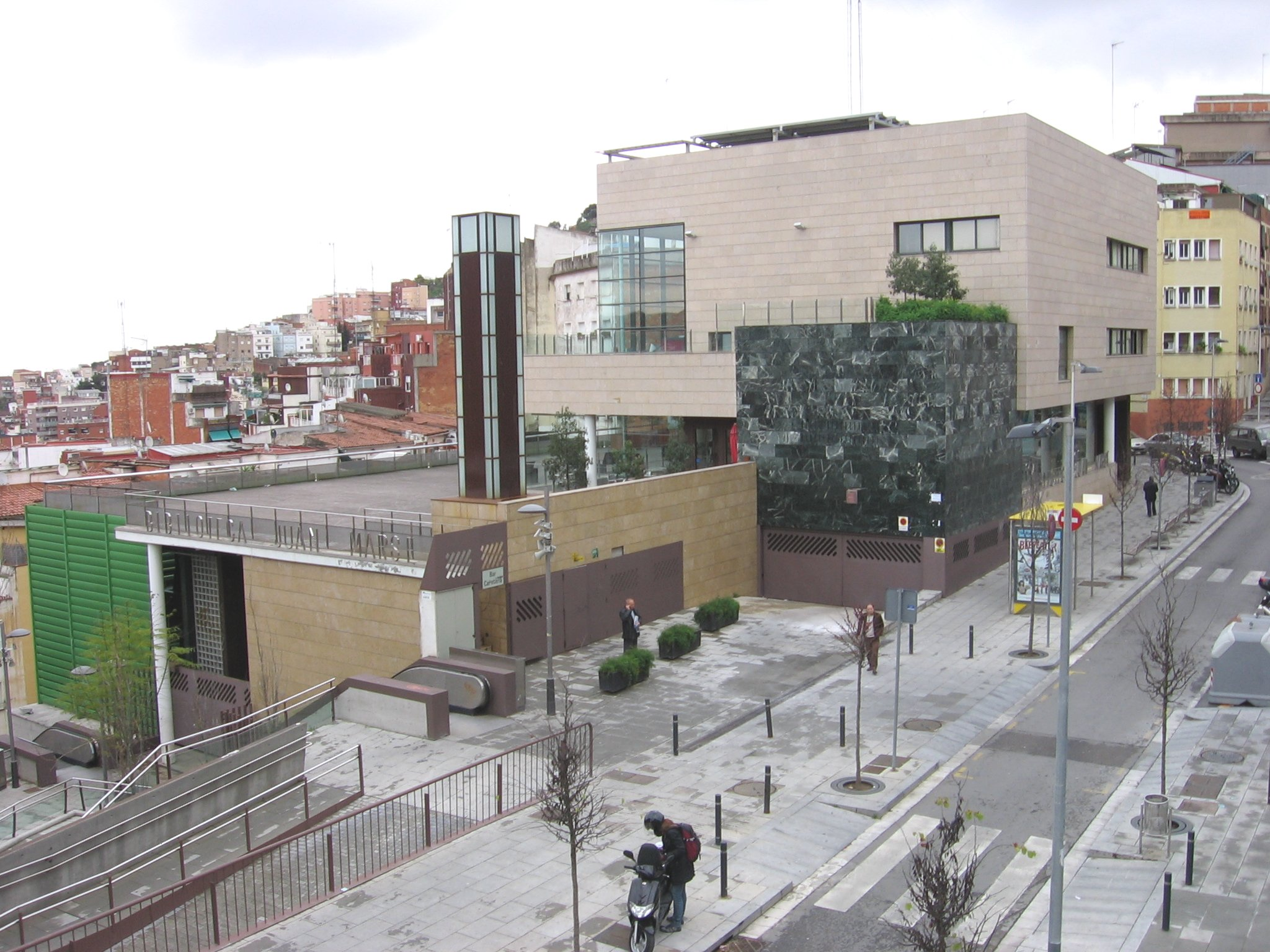
Biblioteca El Carmel-Juan Marsé.

El Carmelo ha tenido durante mucho tiempo un gran déficit a nivel educativo y cultural, que se ha venido subsanando con los años. En 2011 el barrio disponía de tres guarderías: Tris-Tras (calle Llobregós), con capacidad para 61 niños, cuenta con sala de música y de audiovisuales, biblioteca, comedor y espacios deportivos; Xarlot (calle Pantà de Tremp), con capacidad para 61 niños, adaptado a personas con disminución física, cuenta con zona deportiva y comedor; y Albí (calle Sant Dalmir), con 41 plazas, estando prevista una ampliación a 81 plazas para 2012. También dispone de tres escuelas de educación primaria: El Carmel (calle Llobregós), que cuenta con unos 240 alumnos de entre 3 y 12 años, y dispone de laboratorio, zona deportiva, aulas de idiomas, informática y música; Coves d'en Cimany (calle Coves d'en Cimany), escuela de atención preferente, con laboratorio, gimnasio, biblioteca, aula de informática, salas de música y tecnología; y Teixonera (calle Farnés), con capacidad para unos 300 alumnos, cuenta con laboratorio, gimnasio y aulas de informática, música e idiomas. Por último, dispone de una escuela de secundaria, el IES Ferran Tallada (calle Gran Vista), con oferta de bachillerato y formación profesional, con unos 350 alumnos, contando con laboratorio, gimnasio, biblioteca multimedia y talleres; también dispone de bolsa de trabajo y ofrece cursos de formación para trabajadores. El barrio dispone también de un centro de formación de adultos (El Carmel, en la calle Farnés) y tres escuelas concertadas (Piaget en la calle Llobregós, Santa Teresa de Jesús en la calle Llobregós, y Virolai en la calle Ceuta).
A nivel cultural, supuso un gran avance para el barrio la creación en 2003 de la Biblioteca El Carmel-Juan Marsé (calle Murtra), que cuenta con un amplio fondo de libros —destacando una sección especializada en novela contemporánea barcelonesa—, revistas, periódicos, discos y películas, junto a servicios de internet, WI-FI, sala multimedia, área infantil, sala de actos y bar-restaurante. La biblioteca organiza numerosos eventos culturales y actividades de difusión de la lectura, así como conferencias, exposiciones, talleres, actividades familiares y cursos de formación, junto a un servicio de préstamo presencial o a domicilio.

## Sanidad
Al igual que la educación, la sanidad tuvo graves déficits durante mucho tiempo, circunstancia que ha ido mejorando paulatinamente. En 2011 existían dos centros de atención primaria, el CAP El Carmel (calle Murtra) y el CAP Horta (calle Lisboa). Como en el resto de Barcelona y de la sociedad española en general, desde hace tiempo hay una tendencia al progresivo envejecimiento de la población, favorecido por el aumento de la esperanza de vida. Así, una gran parte de los recursos sanitarios están destinados a esta franja de población, especialmente expuesta a los problemas de salud derivados de la edad. En 1997 la esperanza de vida era de 75,5 años para hombres y 82,2 para mujeres.
En el resto de la población, hay que destacar la disminución en los últimos años de enfermedades como el sida y las relacionadas con la drogodependencia, el tabaquismo y el alcoholismo, gracias a las campañas de prevención y a la concienciación ciudadana. También han disminuido los embarazos no deseados y las enfermedades de transmisión sexual. Igualmente, ha bajado el número de enfermedades cardiovasculares y cerebrovasculares, aunque en cambio han crecido los casos de cáncer, especialmente de pulmón y de mama.
La natalidad es de 7,7 nacidos por cada 1000 habitantes, produciéndose la mayoría de los embarazos en la franja entre 30 y 34 años (44,9 %).

## Transportes

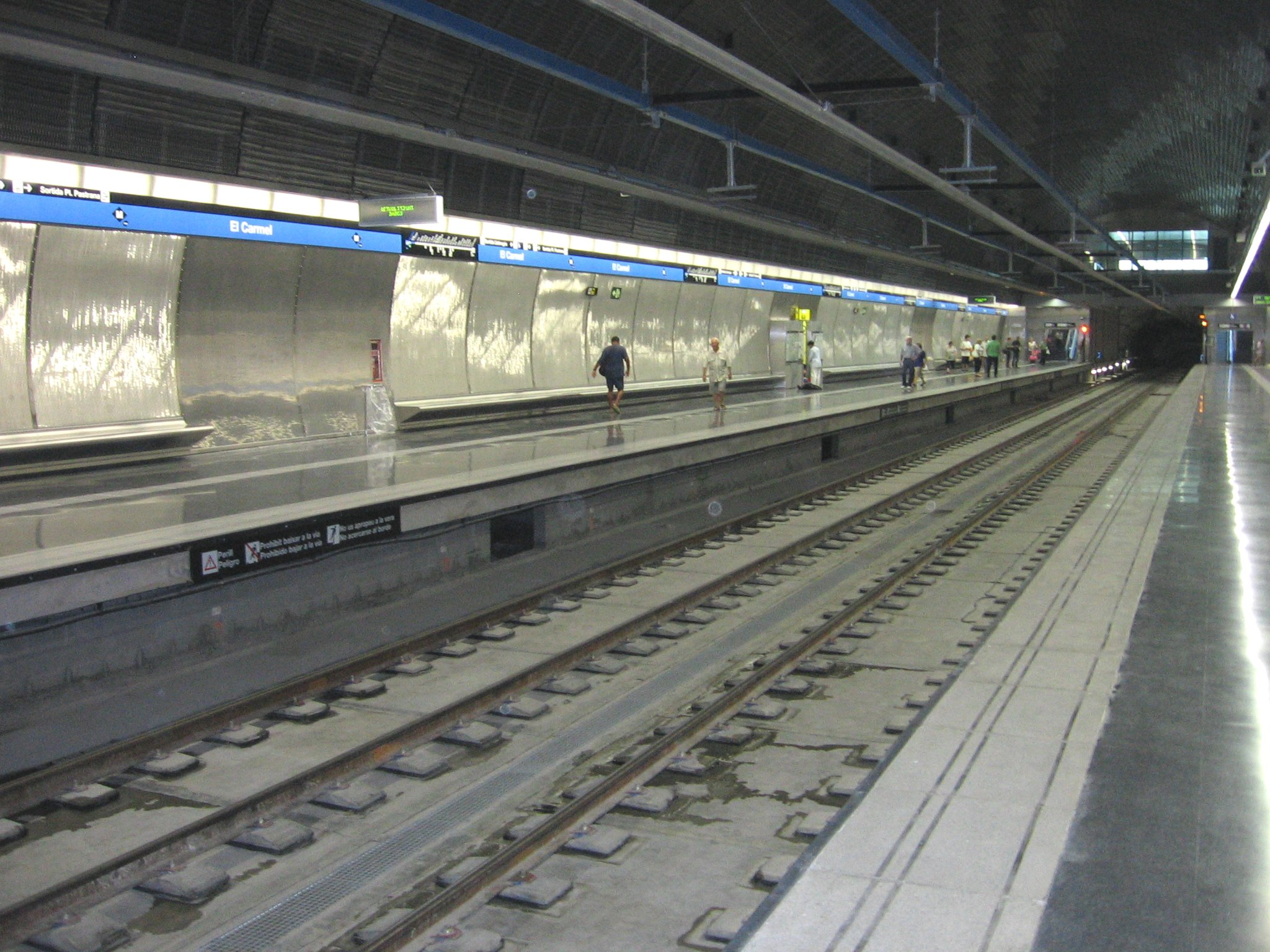
Estación de metro de El Carmel.

El barrio dispone de dos estaciones de Metro de la línea 5: la de El Carmel, con salidas en la plaza Pastrana y en la calle Llobregós (delante del Mercado del Carmelo); y la de El Coll / La Teixonera, en el paseo de Nuestra Señora del Coll (con salidas igualmente en la calle del Beato Almató, para el barrio del Coll, y en la calle de Arenys, para el barrio de La Teixonera).
Además, dispone de un servicio de autobús de la línea 86 de Monbús que comunica el barrio con el de Horta, y la línea 87 que comunica el barrio con el distrito de Gracia.
También pasan por el barrio las líneas 19, 22, 24, 102, 112, 119, 185, H2, V19, V21, V23 y V25 y así como los nocturnos N4 y N5.

## Asociaciones cívicas
El Carmelo siempre ha tenido una gran tradición asociativa, derivada de la tradicional carencia de servicios e infraestructuras del barrio y de la falta de apoyos institucionales, lo que condujo a su población a fomentar el asociacionismo y la creación de todo tipo de entidades y asociaciones. En 2001 constaban un total de 51 asociaciones: 14 socioeducativas, 14 deportivas, 12 culturales, 5 comerciales, 3 vecinales y 3 de cooperación y solidaridad.
A nivel ciudadano el barrio cuenta con el Centro Cívico del Carmelo, en la calle Santuari, así como el centro juvenil Espai Jove Boca Nord, en la calle Agudells. También cuenta con dos ludotecas (La Torre en la calle Conca de Tremp y Arimel en la calle Santuari) y dos casales de ancianos (Esplai Carmel en la calle Can Xirot y Casal de Gent Gran Barcelona-Horta en la calle Tolrà). La asociación cultural sin ánimo de lucro "Carmel a la vista" dedicada a la recuperación de la memoria histórica y a la promoción del arte y las artistas del barrio del Carmelo. La entidad Associació de disminuïts del Carmel-Taxonera “Sense Traves” presta atención a personas con disminución física, psíquica, orgánica o sensorial. El Casal Català del Carmel fomenta la cultura catalana. También hay varias entidades dirigidas a la solidaridad y la cooperación: Comitè de Solidaritat Centreamèrica d'Horta-Carmel, Treballem per Cuba Treballem per Boyeros y Xarxa solidària d'Horta-Carmel.
También se pueden encontrar otras asociaciones como Ràdio Horta-Guinardó y Boca Ràdio, el proyecto de la Associació Juvenil d'Amics de la Ràdio-Carmel. Otras entidades son: Agrupament Escolta Grup Scout Makarenco, dedicado al escultismo; Cau del Carmel, ocio y escultismo; Esplai de Rol Savagequesters, dedicado a los juegos de rol; Escuderia d'Scalextric del Carmel, dedicada al juego de scalextric; Societat Esportiva Colombicultura Carmel, dedicada a la colombofilia; Associació d'Amics del Metall, dedicada a la música heavy; la asociación FOC, dedicada a las fiestas populares catalanas de la patum, diablos y dragones; la asociación de trabucaires Perot Roca Guinarda, etc. 
A nivel deportivo el barrio cuenta con varios equipos de fútbol: la Cultural Deportiva Carmelo, el Club Deportivo Sigüenza, la Unió Esportiva Pastrana, la Unió Esportiva Dante, la Unió Esportiva Calderón y el Club de Futbol Atlètic Carmel. También cuenta con una asociación ciclista (Club Ciclista El Carmel), una de montañismo (Club d'activitats de muntanya del Carmel), con varios equipos de petanca (Club de Petanca Carmelo y Club de Petanca Túnel de la Rovira), y uno de bolos (Club de Bitlles COP). La Asociación de Alumnos del Instituto Municipal Ferran Tallada acoge a deportistas federados para adaptar sus horarios con la etapa escolar, además de los propios alumnos del barrio.